# 101. stridsflygdivisionen
101. jaktflygdivisionen även känd som Johan Röd var en stridsflygdivision inom svenska flygvapnet som verkade i olika former åren 1940–1992 och 1993–2002. Divisionen var baserad på Ängelholms flygplats norr om Ängelholm.

## Historik
Johan Röd var 1. divisionen vid Skånska flygflottiljen (F 10), eller 101- stridsflygdivisionen inom Flygvapnet, och bildades den 1 november 1940. Divisionens första chef var kapten Bernt Krook, och var vid denna tid en specialdivision för volontärutbildning.
Divisionen beväpnades till en början med J 8 Gladiator. Fram till 1960-talet hade divisionen vid olika tidpunkter varit beväpnad med sex olika flygsystem, för att 1964 ombeväpnas till J 35D Draken. År 1987 överfördes TIS-35 från Upplands flygflottilj till Skånska flygflottiljen och förlades till 1. divisionen. TIS-35 var en typinflygningsskola till Draken-systemet.
Som ett resultat av försvarsbeslutet 1992 kom TIS-35 avskiljas från divisionen och bildade den 1 juli 1992 en separat enhet vid F 10. Samtidigt vakantsattes jaktdivisionen med tillhörande stationskompani från den 30 juni 1992. Detta på grund av att divisionen senare skulle ombeväpnades till AJS 37, AJSF 37 och AJSH 37, och bilda en kombinerad attack/jakt- och spaningsdivision. Dock så kom divisionens huvuduppgiften att bli spaningsflyg.
Den nya divisionen bildades officiellt den 1 juli 1993, men tillfördes personal och flygplan successivt under åren 1993–1994 från 61. attackflygdivisionen, 62. attackflygdivisionen, 131. spaningsflygdivisionen samt 172. spaningsflygdivisionen, vilka antingen hade upplösts eller ombeväpnats från sin tidigare roll.
I maj 2001 började divisionen att ombeväpnades från AJS 37 till JAS 39A. Divisionen blev sista vid F 10 som ombeväpnades till JAS 39. I samband med ombeväpningen omorganiserades divisionen till en stridsflygdivision. 
Inför ombeväpningen målades flygplansindivid 37027 i divisionens röda färg, samt försågs med divisionens emblem. Individen gjorde sin sista officiella flygning vid F 10 den 11 april 2000. För att sedan göra sin sista flygning vid Karlsborg Airshow den 9–10 juni 2001. Individen kom sedan att parkeras på Flygvapenmuseum.
Genom 2000 års försvarsbeslut beslutades att divisionen med flottiljen skulle upplösas, och att dess uppgift skulle överföras till F 17 i slutet av 2002. Flygplanen vid flottiljens två JAS-divisionerna överfördes hösten 2002 till F 17 i Kallinge, ombaseringen gjordes den 1 oktober 2002 respektive den 1 december 2002.

## Materiel vid förbandet
| Jaktflygplan - 1940–1943: J 8 Gladiator - 1942–1945: J 20 Re.2000 - 1945–1950: J 22 - 1949–1951: J 21RA - 1951–1953: J 28B Vampire - 1953–1966: J 29B/F Tunnan - 1963–1967: J 34 Hunter - 1963–1992: J 35A/B/F Draken | Enhetsflygplan - 1993–2000: AJS 37 Viggen - 1993–2000: AJSF 37 Viggen - 1993–2000: AJSH 37 Viggen - 2001–2002: JAS 39 Gripen | Skolflygplan - 1987–1998: Sk 35C Draken |

## Förbandschefer
Divisionschefer vid 101. stridsflygdivisionen (Johan Röd) åren 1940–1992 samt åren 1993–2002.

- 1940–1942?: Bernt Krook
- 1942?–194?: Gunnar Asklin
- 194?–1991: ???
- 1991–1992: Stefan Blomqvist [7]
- 1993–1994: Jan Andersson
- 1994–1996: Christian Christensen [8]
- 1996–1998: Rolf Nilsson
- 1998–2002: Christian Christensen
- 2002–2002: Rickard Nyström [b]

## Anropssignal, beteckning och förläggningsort
| Johan Röd | 1940-11-01 | – | 1992-06-30 |
| Johan Röd | 1993-07-01 | – | 2002-11-30 |

| 101. jaktflygdivisionen     | 1940-11-01 | – | 1992-06-30 |
| 101. spaningsflygdivisionen | 1993-07-01 | – | 2001-05-?? |
| 101. stridsflygdivisionen   | 2001-05-?? | – | 2002-11-30 |

| Bulltofta (F) | 1940-11-01 | – | 1945-??-?? |
| Ängelholm (F) | 1945-??-?? | – | 1992-06-30 |
| Ängelholm (F) | 1993-07-01 | – | 2002-11-30 |

## Galleri

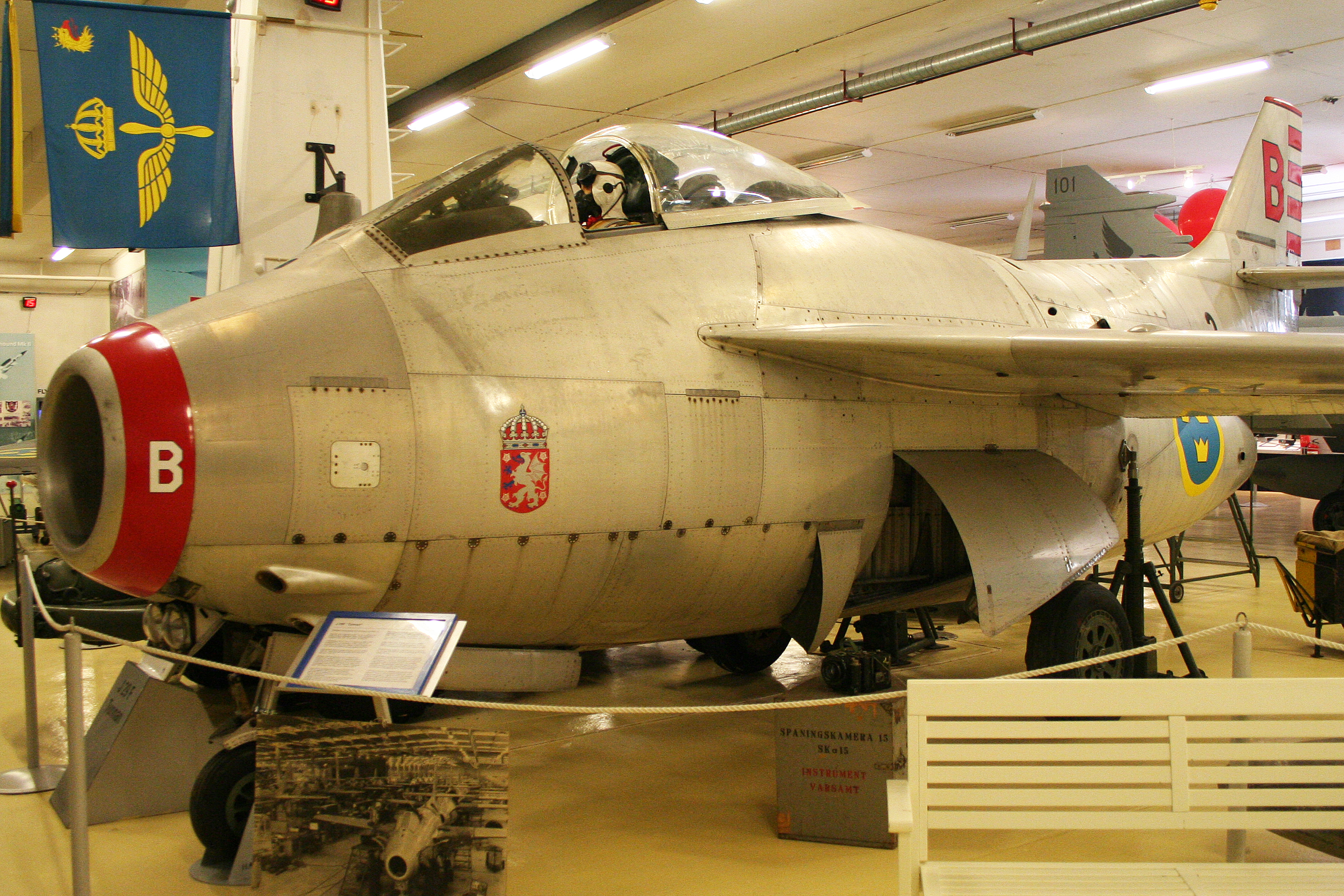
J 29 Tunnan (1953–1964)
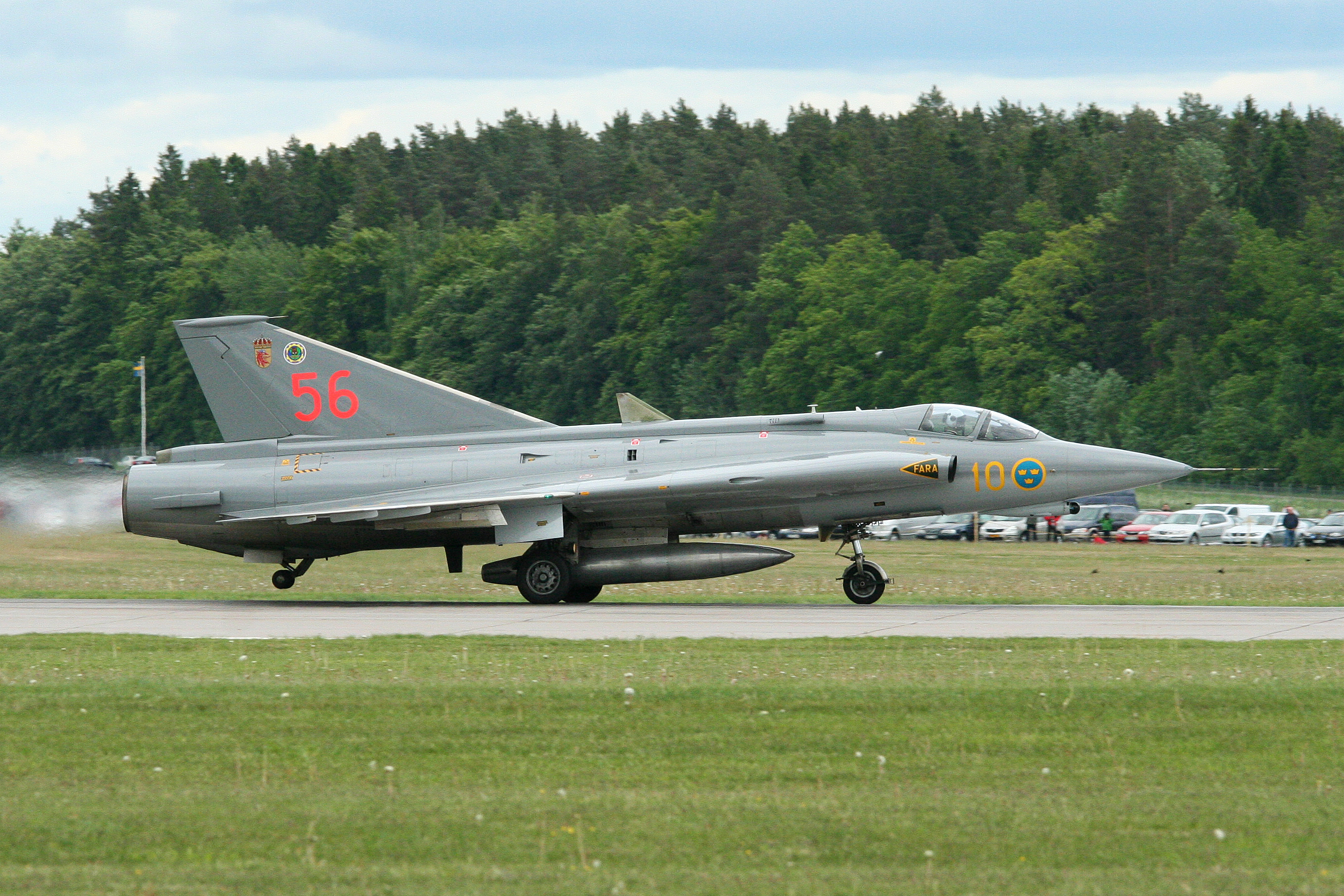
J 35 Draken (1964–1992)
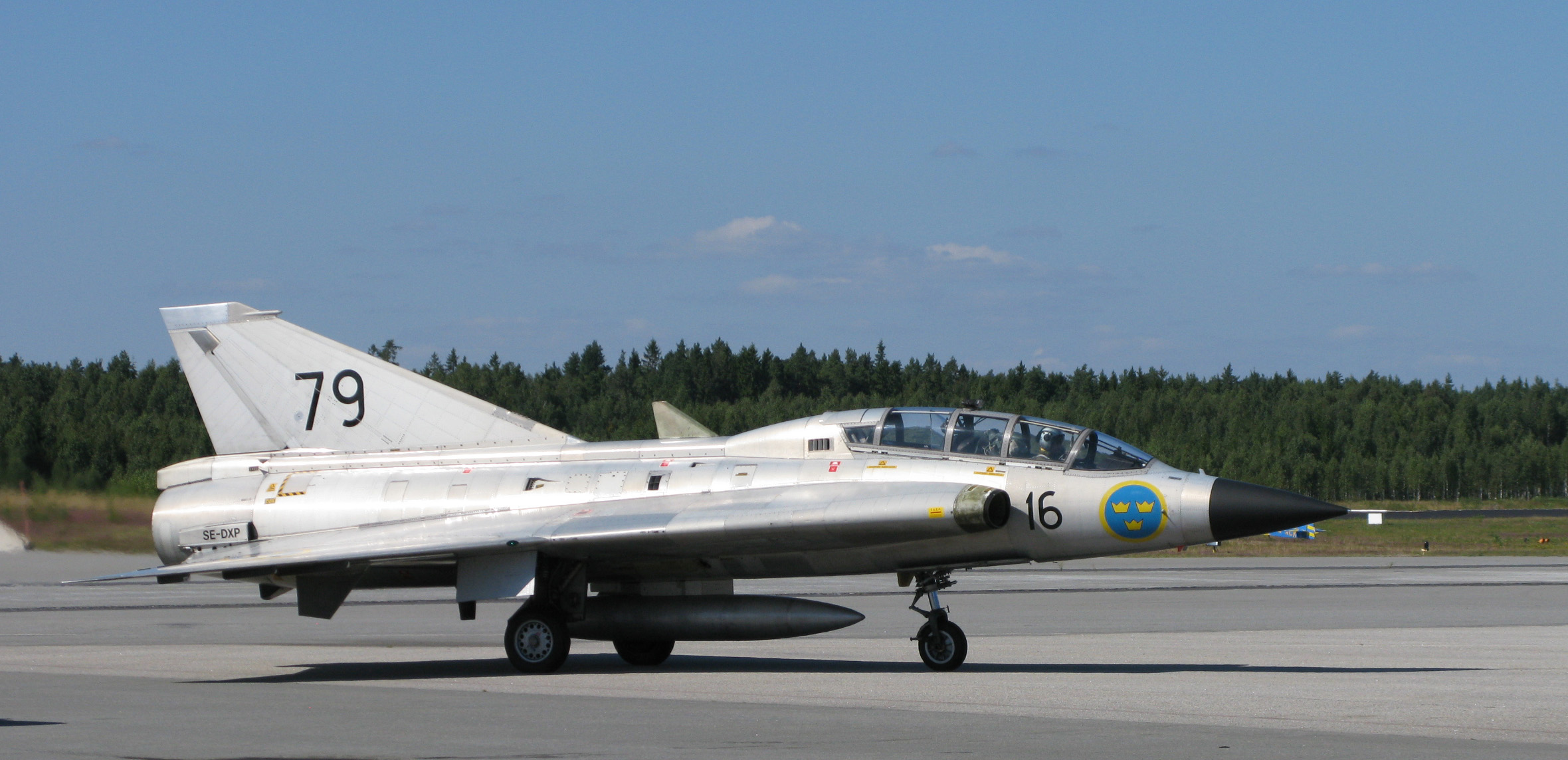
Sk 35 Draken (1987–1992)
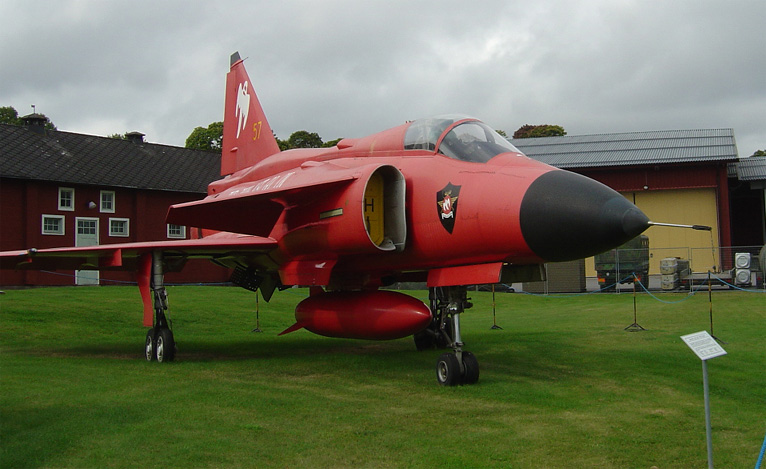
AJS 37 Viggen (1994–2000)